# Hiérocles (estoico)
Hiérocles (em grego clássico: Ίεροκλῆς; fl. século II) foi um filósofo estoico. Pouco se sabe acerca da sua vida. Aulo Gélio menciona-o como sendo seu contemporâneo, e descreve-o como sendo um "homem santo e solene".
É conhecido por um livro chamado "Elementos de Ética", (em grego:  Ήθικὴ στοιχείωσις), parte do qual foi descoberto com fragmento de papiro em Hermópolis Magna, no ano 1901. Este fragmento de 300 linhas discute a auto-percepção, e argumenta que todas aves, répteis e mamíferos, desde o momento do nascimento, percebem-se a si próprios continuamente, e que a auto-percepção é a mais básica e primária faculdade dos animais.. O argumento baseia-se num conceito estoico conhecido como auto-posse, apropriação, afinidade ou conciliação (oikeiosis; em grego: οἰκείωσις) segundo o qual todos os animais se comportam de uma maneira auto-preservadora e não são somente consciente de si próprios, mas também de si próprios em relação a outros animais. Este argumento de Hiérocles sobre a auto-percepção foi parte fundamental de um inteira teoria ética.
Outros fragmentos dos escritos de Hiérocles são preservados por Estobeu. O fragmento mais famoso descreve o cosmopolitismo estoico através de círculos concêntricos. Hiérocles descreve os indivíduos como consistindo numa série de círculos: o primeiro é a mente humana, a seguir a família próxima, depois a família alargada, e depois a comunidade local. A seguir vem as cidades vizinhas, os países e finalmente todos os seres humanos. A nossa tarefa, de acordo com Hiérocles, seria desenhar os círculos cada vez mais para o centro, transferindo as pessoas para os mais centrais, tornando todos os seres humanos parte da nossa preocupação.